# Pinchas Rosen
Pinchas Rosen (hebr.: פנחס רוזן, ur. 1 maja 1887 w Berlinie, zm. 3 maja 1978) – izraelski prawnik i polityk, w latach 1948–1951 oraz 1952–1961 minister sprawiedliwości w dziewięciu rządach, w latach 1949–1968 poseł do Knesetu z listy Partii Progresywnej, a następnie Partii Liberalnej i Niezależnych Liberałów.
W wyborach parlamentarnych w 1949 po raz pierwszy dostał się do izraelskiego parlamentu. Zasiadał w Knesetach I, II, III, IV, V i VI kadencji.
16 marca 1965 znalazł się w grupie byłych działaczy Partii Progresywnej (Mosze Kol, Jizhar Harari, Jicchak Golan, Rachel Kohen-Kagan, Beno Kohen, Jehuda Sza’ari), którzy – w sprzeciwie przeciwko planowanemu połączeniu Liberałów z Herutem i stworzeniu Gahalu – opuścili Partię Liberalną tworząc nowe ugrupowanie – Niezależnych Liberałów. 23 grudnia 1968 zrezygnował z mandatu poselskiego, który objął po nim Nissim Eliad.